# Castans
Castans (okzitanisch: Castanhs) ist eine französische Gemeinde mit 127 Einwohnern (Stand: 1. Januar 2022) im Département Aude in der Region Okzitanien. Sie gehört zum Arrondissement Carcassonne und zum Kanton  Le Haut-Minervois.

## Nachbargemeinden
Nachbargemeinden von Castans sind Albine im Nordosten, Lespinassière im Südosten, Cabrespine im Südwesten und Pradelles-Cabardès im Nordwesten.

## Bevölkerungsentwicklung
| Jahr                      | 1962 | 1968 | 1975 | 1982 | 1990 | 1999 | 2013 |
| Einwohner                 | 134  | 118  | 107  | 124  | 111  | 112  | 108  |
| Quelle: Cassini und INSEE |      |      |      |      |      |      |      |

## Sehenswürdigkeiten
- Burgruine
- Steinkreuz am Waschhaus (1640, Monument historique)